# التومغار (سلام الكعدة)
التومغار هو دُوَّار يقع بجماعة الجعافرة، إقليم الرحامنة، جهة مراكش آسفي في المملكة المغربية. ينتمي الدوّار لمشيخة سلام الكعدة التي تضم 7 دواوير. يقدر عدد سكانه بـ 595 نسمة حسب الإحصاء الرسمي للسكان والسكنى لسنة 2004.

## روابط خارجية
- البوابة الوطنية للجماعات الترابية
- المندوبية السامية للتخطيط